# 那岐站
那岐站（日语：／ Nagi eki */?）是位於鳥取縣八頭郡智頭町大字大背字中河原116號，西日本旅客鐵道（JR西日本）的因美線車站。此站是在因美線中的豪雪地帶而知名的車站。此站是最接近岡山縣勝田郡奈義町的車站。
部分來自鳥取方向的普通列車會在此站折返。

## 歷史
- 1932年（昭和7年）7月1日 - 因美線智頭站至美作河井站之間開通，此站啟用。
  - 當時車站地址是鳥取縣八頭郡那岐村（日语：那岐村）大字大背字中河原。
- 1935年（昭和10年）2月20日 - 那岐村編入至智頭町，車站地址變為鳥取縣八頭郡智頭町大字大背字中河原。
- 1987年（昭和62年）4月1日 - 伴隨國鐵分割民營化，車站由西日本旅客鐵道（JR西日本）營運。
- 1999年（平成11年）10月2日 - CTC化，電氣路籤（牌）閉塞廢止。同時車站由米子分社鳥取鐵道部（日语：鳥取鉄道部）管理轉為岡山分社津山鐵道部（日语：津山鉄道部）（在2008年廢止後由支社直轄）管理。
- 2000年（平成12年）3月12日 - 由直營有人車站變為無人車站。

## 車站構造

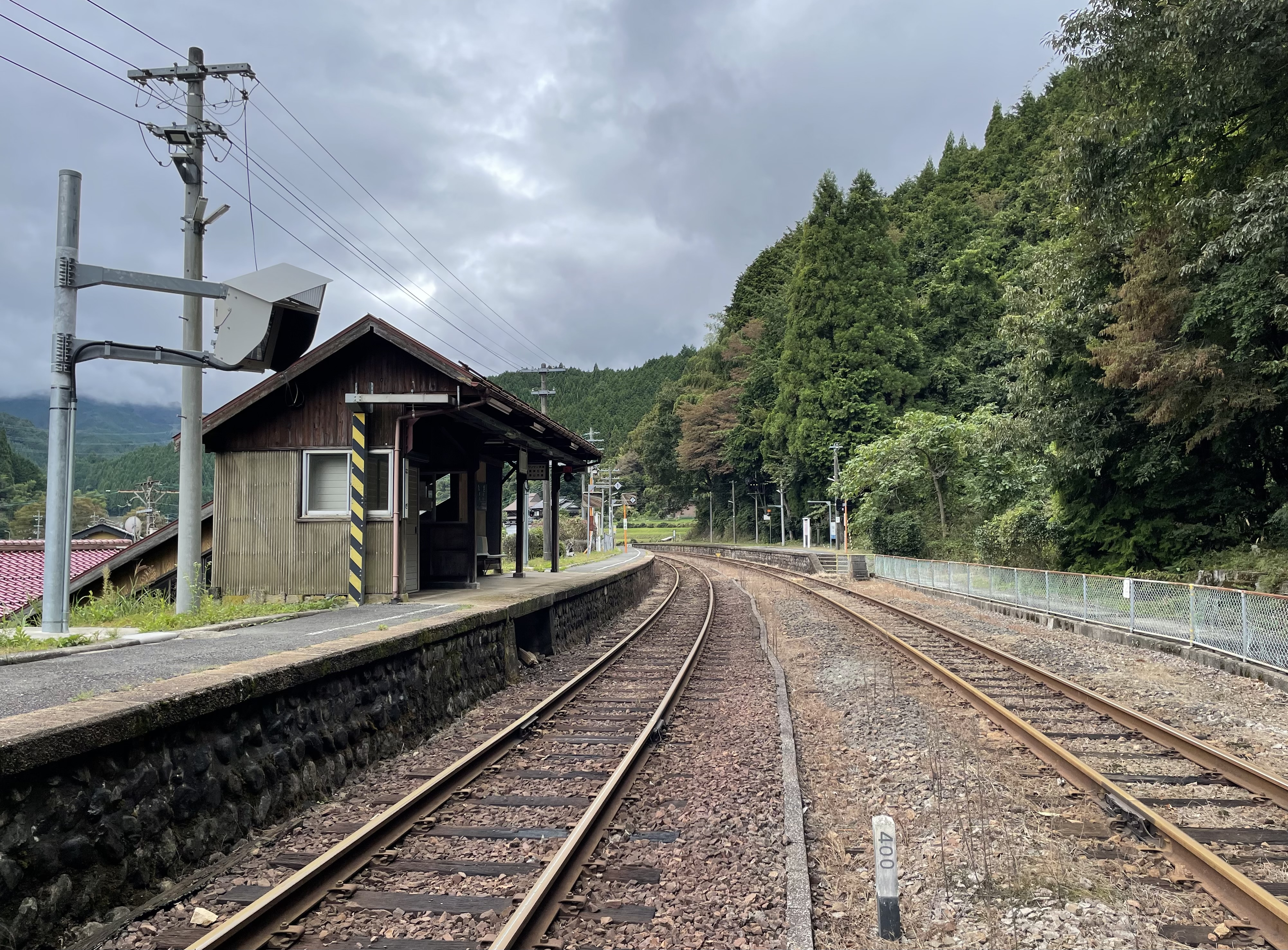
月台（2023年10月）

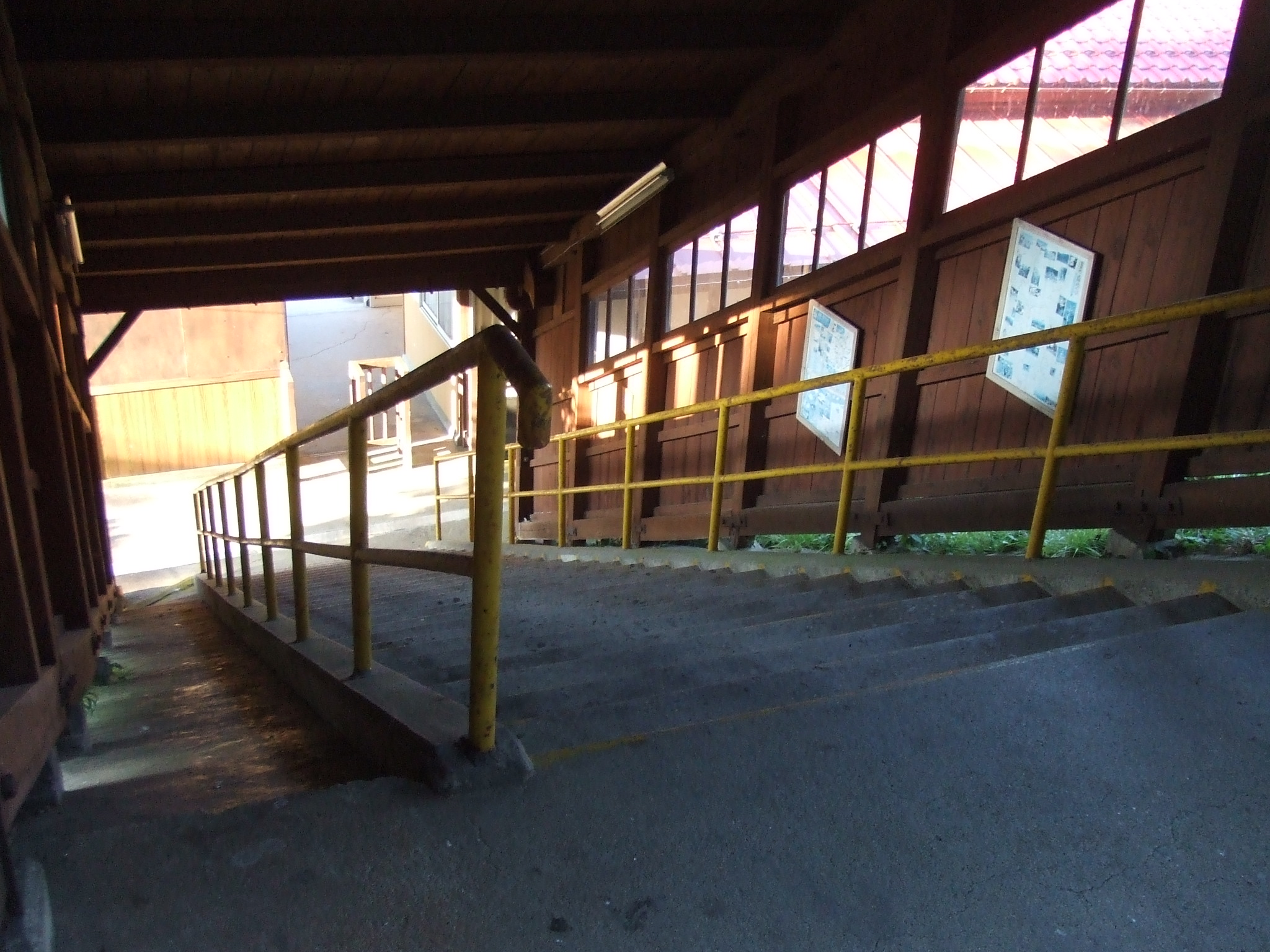
車站大樓連接月台的樓梯（2007年8月）

車站是一座地面車站，設有2面2線的相對式月台，可進行列車交會。車站大樓位於津山方向月台側。兩月台之間於智頭方向一方設有站內平交道。當於車站建在路堤上，因此車站大樓與月台之間設有樓梯級。車站大樓內設有小型圖書館。
包括此站在內，此站由岡山分社管轄。從前此站由米子分社管轄（參見#歷史），因此在月台內可看見米子分社管轄範圍內才可看見的乘車位置標籤。
此站是由津山站管理的無人車站。在2008年3月起，車站內設有「那岐診所」，每月設有2次探診服務。

### 月台
| 月台 | 路線   | 上下行 | 方向             | 備註                |
| ---- | ------ | ------ | ---------------- | ------------------- |
| 1    | 因美線 | 下行   | 東津山、津山方向 |                     |
| 2    | 因美線 | 上行   | 智頭、鳥取方向   | 折返列車使用1號月台 |

## 使用狀況
以下為近年1日平均上下車人次列表
| 使用人次變化 | 使用人次變化      |
| 年度         | 1日平均上下車人次 |
| ------------ | ----------------- |
| 2011年       | 51                |
| 2012年       | 45                |
| 2013年       | 45                |
| 2014年       | 46                |
| 2015年       | 54                |

## 車站周邊
- 那岐郵局
- 國道53號（日语：国道53号）
- 鳥取縣道295號西宇塚那岐停車場線（日语：鳥取県道295号西宇塚那岐停車場線）
- 鳥取縣道296號西谷那岐停車場線（日语：鳥取県道296号西谷那岐停車場線）

## 相鄰車站
西日本旅客鐵道（JR西日本）
 因美線
■快速
土師－那岐－美作加茂
■普通
土師－那岐－美作河井

## 注腳
1. ↑  駅舎内に診療所 お年寄り患者に粋な計らい（日本海新聞）（日語）
2. ↑  國土數値情報 不同站的上下車人次數據 （页面存档备份，存于）（日語） - 國土交通省，2019年7月4日參閲

## 外部連結
- 那岐｜車站資訊：JR出門網 - 西日本旅客鐵道（日語）